# バッティング (クリケット)

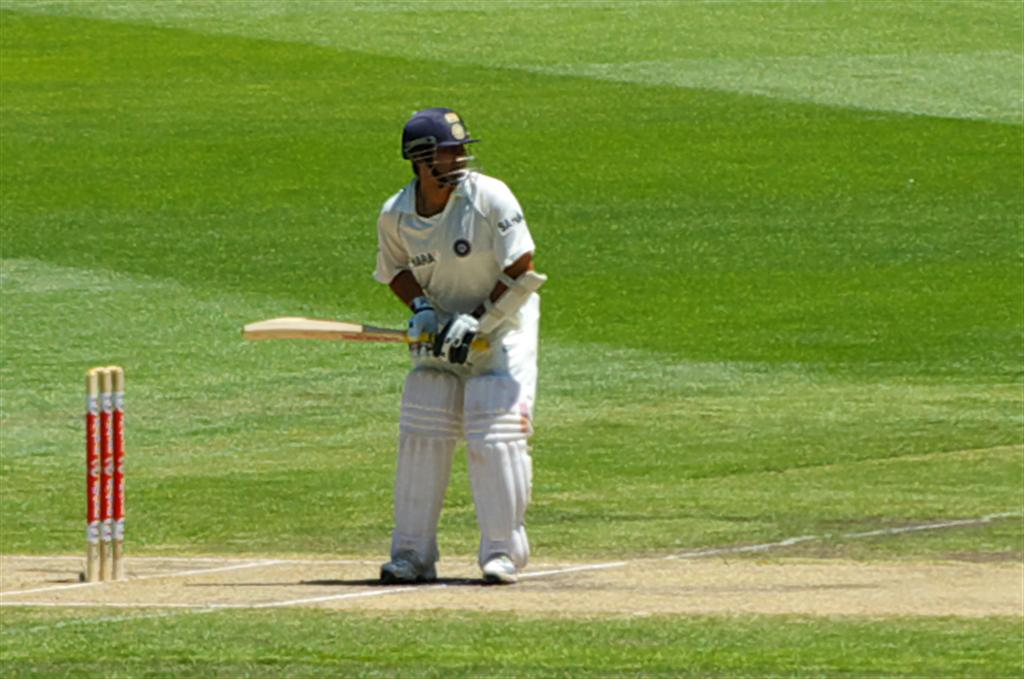
サチン・テンドルカールは世界で唯一国際クリケットで3万得点（ラン）以上を獲得した選手である。

クリケットにおけるバッティング（英: Batting）とは、バットを用いてボールを打撃することにより得点（ラン）を獲得したり、ウィケットの損失を防ぐ行為や技術のことである。バッティングを行う選手のことを打者（だしゃ）、またはバッター（英: Batter）と呼ぶ。以前は男子選手をバッツマン、女子選手をバッツウーマンと呼んでいたが、国際クリケット評議会や競技規則のクリケット法を管理するメリルボーン・クリケット・クラブは、ジェンダー平等の観点によって、性別を問わず公式にバッターと呼ぶことに変更した。

## 概要
ボウラー（投手）の反対側のウィケットに立つバッターをストライカーと呼び、ボウラー側のウィケットに立つバッターをノンストライカーと呼ぶ。バッターはウィケットを倒されなければ、空振りを何回してもアウトにならない。ファウルゾーンがなく360度どこへでも打てる。また打っても間に合わないと判断した場合は走らなくても良い。
以下のような打ち方がある。
- ドライブ
  - フロントフットドライブ（投球の来た方向に打球が飛ぶ）
  - バックフットドライブ（投球の来た方向、または体の前に打球が飛ぶ）
- プルショット（引っぱり、体の向きの真後ろに飛ばす）
- レッググランス（足下への投球を後ろにそらす）
- カットショット（体の真正面に打球を飛ばす）
  - レイトカット（打撃点を遅らせ後ろ45度の方向に打球を飛ばす）
- スウィープショット（足下への遅い球を、ほうきで払うように横に飛ばす）

などといった打ち方がある。
また、必ずしも投球を打たなくても良く、ブロックし、投球がウィケットに当たるのを阻止したり、アウトにならないために無理に打たずに見送ったりということがある。